# گارباکس سینگ
گارباکس سینگ (انگلیسی: Gurbux Singh؛ زادهٔ ۱۱ فوریهٔ ۱۹۳۵) بازیکن هاکی روی چمن اهل هند است.

## اوایل زندگی
گوربوکس سینگ در پیشاور به دنیا آمد اما در راولپندی بزرگ شد که اکنون در پاکستان است. پس از تقسیم هند، خانواده ابتدا به لاکنو، سپس به Mhow و در نهایت به Meerut نقل مکان کردند، جایی که گوربوکس سینگ فارغ‌التحصیلی خود را از آنجا انجام داد. او در سال ۱۹۵۷ به کلکته نقل مکان کرد، شهری که در نهایت قرار بود خانه دائمی او شود و حرفه ورزشی او در آنجا شکل بگیرد. گوربوکس ابتدا دست خود را در بدمینتون امتحان کرد اما سپس برای مدرسه خود در لاکنو شروع به بازی هاکی کرد.
گوربوکس هاکی را در سن ۱۶ سالگی آغاز کرد. او در سال‌های ۱۹۵۴–۱۹۵۵ نماینده دانشگاه آگرا بود و یک سال بعد قهرمان جام طلای هاکی عبیدالله شد. گوربوکس سینگ برای اولین بار در سال ۱۹۵۷ در باشگاه بنگال شرقی بازی کرد و در اولین پیروزی آنها در جام بیتون آن سال تأثیرگذار بود. او بعداً به گمرک کلکته ملحق شد، که از سال ۱۹۵۷ تا ۱۹۶۵ برای آن بازی کرد و از سال ۱۹۶۸ تا ۱۹۸۰ برای موهون باگان بازی کرد. حرفه او در هاکی داخلی بسیار متمایز است، و هنوز هم برای رسیدن به رکورد حرفه ای باشگاهی او دشوار است.

## حرفه بین‌المللی هاکی
گوربوکس سینگ که یک بازیکن مدافع کناری ماهر بود، اولین بازی بین‌المللی خود را در تور استرالیا و نیوزلند در سال ۱۹۶۰ انجام داد و همچنین در مسابقات بین‌المللی هاکی در سال ۱۹۶۲ شرکت کرد. در سال ۱۹۶۳ او کاپیتان بود و تیمی را رهبری کرد که برنده طلا شد. بازی‌های آسیایی ۱۹۶۶ بانکوک. او همچنین عضو تیم ۱۹۶۴ در المپیک توکیو بود، جایی که هند به عنوان قهرمان ظاهر شد. او در سال ۱۹۶۸ با کهنه سرباز هاکی پریتیپال سینگ کاپیتانی مشترک داشت، جایی که هند در جایگاه سوم قرار گرفت.
او در سال ۱۹۶۸ بازنشسته شد و اولین تلاش خود را در زمینه مربیگری و داوری انجام داد. گوربوکس کاپیتان تیمی بود که در بازی‌های آسیایی ۱۹۶۶ بانکوک طلا گرفت. او همچنین هند را در یک تور به جشنواره هامبورگ، آلمان و ژاپن در سال ۱۹۶۶، سریلانکا در سال ۱۹۶۷ و مسابقات پیش از المپیک در لندن در سال ۱۹۶۷ هدایت کرد. او به همراه پریتیپال سینگ کاپیتان مشترک المپیک ۱۹۶۸ در مکزیک بود. هند برای اولین بار مجبور شد به یک برنز بسنده کند.
گوربوکس سینگ پس از بازنشستگی از صحنه بین‌المللی در سال ۱۹۶۸ به مربیگری و داوری روی آورد. او سرپرستی آسیای ۱۹۸۲ را بر عهده داشت، در سال‌های ۱۹۷۴–۱۹۷۵ مربی تیم فرانسه بود و تیم هند را برای المپیک ۱۹۷۶ مونترال آموزش داد. او در سال ۱۹۷۳ یک انتخاب کننده ملی بود و دوباره از ۱۹۸۰ تا ۱۹۸۵ سرمربی تیم هند در جام جهانی ۱۹۷۳ و جام قهرمانان ۱۹۸۳ بود.
گوربوکس سینگ پس از پیروزی تیم هند در بازی‌های آسیایی ۱۹۶۶، جایزه آرجونا را دریافت کرد. در سال ۲۰۱۳، او عنوان Banga Bibhushan را دریافت کرد، عنوانی که توسط دولت بنگال غربی برای ارج نهادن به دستاوردهای برجسته در زمینه‌های مختلف ایجاد شد. او در سال ۲۰۱۳ توسط MK Narayan، فرماندار بنگال غربی، جایزه یک عمر دستاورد را برای کمک برجسته خود در زمینه ورزش دریافت کرد. در سال ۲۰۱۸، Bharat Gaurav توسط باشگاه بنگال شرقی به او اهدا شد.
او یکی از فداکارترین بازیکنان هاکی هند است که بیش از ۵۰ سال در مقام‌های مختلف در این بازی خدمت کرده‌است و به خاطر انجام کارهای زیادی برای بهبود وضعیت هاکی هند و معرفی او به عنوان یک برجسته واقعی در هاکی هند اعتبار دارد. او یکی از بهترین بازیکنان در رشته هاکی بود.